# Jean Jules Jusserand
Jean Adrien Antoine Jules Jusserand (Lione, 18 febbraio 1855 – Parigi, 18 luglio 1932) è stato uno storico e diplomatico francese.

## Nascita e Formazione
Jean Adrien Antoine Jules Jusserand, figlio di Jean Jusserand e Marie Adrienne Tissot. Aveva due sorelle e un fratello ed era il figlio primogenito. Fu battezzato il 26 febbraio nella chiesa di Saint François de Salesson; il suo padrino era Jean Louis Rombeau e la sua madrina era Antoinette Laurençon. Suo padre era proprietario, a quest'epoca di 7 rue des Marronniers, vicino alla piazza Bellecour, a Lione, in Francia.
Cominciò i suoi studi secondari nel 1865 ai Chartreux, una prestigiosa scuola lionese. Terminerà i suoi studi nel giugno del 1872 con una buona rendita scolastica. Grazie ai suoi ottimi voti, ottenne svariati premi. In totale ottenne 10 nomine e fu molto applaudito, il che era un record, all'epoca. Durante il suo baccalauréat, ricevette meno premi confermando tuttavia i giudizi precedenti nella sua pagella. Ottenne 2 nomine per 2 secondi premi ( filosofia e letteratura).
Dal 1872 fino al 1876, frequentò la Facoltà di Lettere a Lione per perfezionare le sue conoscenze nelle lingue latine e inglesi. Inoltre ottenne un dottorato in letteratura (il che era poco comune all'epoca). Difese 2 tesi, una in francese, l'altra in latino. La sua tesi principale ebbe un grande successo e fu stampata il 12 gennaio 1877, grazie al rettore Dareste de la Chavanne. Fu addirittura inviata ad altre facoltà di lettere, e fu molto apprezzata dall'illustre storico e critico letterario Hippolyte Taine. Anche la sua seconda tesi fu sostenuta presso la Facoltà di Lettere di Lione.
Alla fine dei suoi studi, decise di avviarsi in una carriera diplomatica, che fu particolarmente brillante.

## Carriera
La sua carriera cominciò nel 1878 quando si presentò al concorso nazionale degli Affari Esteri dove fu ricevuto all'età di 23 anni. Inizialmente ebbe la posizione di "élève-consul", ma poco dopo divenne aiuto-console a Londra, sotto la direzione di M. Langlet, che lo congratulò per l'eccellente lavoro svolto.
Nel 1880, divenne vice-presidente del gabinetto di Barthélemy-Saint-Hilaire, ministro degli Affari Esteri. Le sue capacità gli permisero di ottenere la carica di assistente presso Paul Cambon, ministro di Francia in Tunisia, nel 1882. Fu responsabile dell'organizzazione amministrativa del protettorato.
Fu riconosciuto come un diplomatico degno di rispetto a seguito delle sue contribuzioni per l'umanizzazione del protettorato. Ritornò al Quai d'Orsay nel 1887, durante un periodo instabile, in cui lavorò nel settore politico.
Nel 1898 ebbe un ruolo di emissario presso la Santa Sede, poi ministro di Francia a Copenaghen.
Venne infine nominato ambasciatore a Washington nel 1902, sotto la presidenza di Loubet.

## Ambasciatore a Washington

### Prima della guerra
Nel 1902, durante la presidenza di Loubet, Jean Jules Jusserand fu nominato ambasciatore della Francia a Washington. In questo modo divenne il successore di Jules Cambon che, a Madrid, prese il posto di suo fratello Paul Cambon, nominato a Londra. Jusserand assunse i suoi incarichi a partire dal 7 febbraio 1903.
Il suo buon senso, la sua conoscenza della civilizzazione anglo-sassone, la sua capacità di eloquenza e la sua efficacia nel lavoro fecero sì che diventasse un buon amico di Roosevelt e che guadagnasse la simpatia dei suoi successori. Così, per ventidue anni, Jusserand fu il porta-parola della politica francese negli Stati Uniti, a fianco di cinque presidenti (Roosevelt, Taft, Wilson, Harding e Coolidge).
In giugno 1905, la concorrenza tra Francia e Germania per il dominio del Marocco rischiò di scatenare una guerra. Jusserand sfruttò l'influenza che aveva su Roosevelt per esercitare un ruolo efficace nelle negoziazioni della conferenza di Algeciras. L'appoggio accordato alla Francia dagli Stati Uniti e la Gran Bretagna aprì alla Francia le porte dell'attuale Regno del Marocco. Tutto ciò si svolse in un clima pacifico, e diversi componenti di alto rango, americani come francesi, ritennero che l'ambasciatore francese avesse "salvato la pace".

### Durante la guerra
Jean-Jules Jusserand ebbe un ruolo importante nell'entrata in guerra degli Stati Uniti. Già dal 1914, egli milita per l'entrata in guerra di questi ultimi a fianco dei francesi. Questo è un periodo d'angoscia e d'inquietudine per Jusserand poiché l'opinione pubblica americana aveva idee molto differenti. Furono necessari agli americani più di tre anni prima che accettassero di entrare in guerra, questo in seguito alla guerra sottomarina lanciata dalla Germania.
Il 12 marzo del 1917, la Camera dei Rappresentanti autorizza ad armare le navi commerciali. In seguito all'attacco, lanciato da U-Boot tedeschi, di due navi americane, il presidente americano constata, il 20 maggio, che è iniziata la guerra contro la Germania; e che gli Stati Uniti non possono limitare le loro difese alla sola marina. Il due aprile, egli annuncia al Congresso che desidera entrare in guerra a fianco dell'Intesa, e che sarà necessario mandare un esercito a combattere sul territorio francese, entrando direttamente nel conflitto. Il Senato americano approva questa decisione, con 182 voti contro 6. Il 6 aprile 1917, gli Stati Uniti sono ufficialmente in guerra. Ma sarà solo il 28 giugno che la prima divisione americana arriva sul territorio francese, sbarcando a Saint-Nazaire. Jean Jules Jusserand, in quest'occasione, dichiarò: "Per la prima volta, una nazione neutra ha deciso di entrare nel conflitto senza contrattazioni preliminari, senza aver posto alcuna condizione."
Il 10 maggio 1917, il presidente del Consiglio francese Clemenceau gli manda un telegramma per felicitarlo della sua opera, nel quale dice "Tutto quello che ha detto è eccellente". Il 5 settembre, gli Stati Uniti d'America partecipano alla prima offensiva contro la Germania. L'11 novembre, durante la vittoria alleata, l'armistizio è dichiarato e la Prima Guerra mondiale raggiunge la sua fine.
Nel quadro delle negoziazioni per il trattato di Versailles, il presidente Wilson si fece accompagnare in Francia da Jean Jules Jusserand, nel quale confidava. Wilson è stato il primo presidente americano a esercitare il suo potere in Europa. Il 18 gennaio del 1919 comincia a Parigi la Conferenza della Pace. Alla sua conclusione si stipula il trattato di Versailles il 28 giugno. Con quest'ultimo, le condizioni di fine guerra sono definite e la pace definitiva sembra stabilita.
Ma nessuno pensava che questo periodo di armonia, prima dell'avvenimento di un altro conflitto mondiale, sarebbe durato soli 22 anni.

### Dopo la guerra
Anche a seguito della Prima guerra mondiale Jean Jules Jusserand si batterà per conservare la pace ottenuta con tanti sforzi e sacrifici. Accompagnerà il presidente americano Woodrow Wilson alla conferenza di pace di Parigi nel 1919, dove il trattato di Versailles sarà firmato (28 giugno 1919). Quando l'armata polacca invade l'Ucraina, una controffensiva russa raggiunge Varsavia, città in piena rivoluzione; Jean Jules Jusserand sarà inviato a capo di una missione diplomatica e militare francese per aiutare i polacchi.
Fu ambasciatore della Francia a Washington per 5 anni, sotto i mandati Warren Gamaliel Harding e Calvin Coolidge. Durante questi anni egli pubblicò una decina di libri in francese e in inglese, su varie tematiche. Più tardi, prese un congedo in Francia, dove soggiornò con la moglie a Saint-Haon-le-Châtel, Forez. Nel 1923, Jean Jules Jusserand terrà un discorso per la cerimonia di inaugurazione del monumento ai caduti negli Stati-Uniti.
A settant'anni andò in pensione. Émile Daeschner ne fu il successore, nel 1924, seguito da Henry Bérenger il 1º gennaio 1925. Il 10 gennaio 1925 un banchetto d'addio gli fu offerto dal governo americano, per mostrargli la stima e la gratitudine che quest'ultimo aveva per lui. Questa cerimonia riunì le più importanti personalità politiche, scientifiche e culturali degli Stati Uniti. Gli fu offerta una medaglia d'oro. Nel 1930 Jean Jules Jusserand pubblicò il suo ultimo libro, L’évolution du sentiment américain pendant la guerre. Morì nel 1932, a Parigi, all'età di settantasette anni. Un funerale nazionale fu celebrato presso Notre-Dame; il suo corpo riposa nella tomba di famiglia a Saint-Haon-le-Châtel.

## Opere

### In francese
- Le Théâtre en Angleterre depuis la conquête jusqu'aux prédécesseurs immédiats de Maarten Bax (1878).
- Les Anglais au Moyen Âge: la vie nomade et les routes d'Angleterre au XIVe siècle (1884).
- Histoire littéraire du peuple anglais (vol. 1, 1893; vol. 2, 1904; vol. 3, 1909).
- Le Roman au temps de Shakespeare (1887).
- L'Épopée de Langland (1893).

### In inglese
- With Americans of Past and Present Days (1916),[5] pour lequel il a remporté un prix Pulitzer.
- What Me Befell : The Reminiscences of J. J. Jusserand, 1933.
- A French Ambassador at the Court of Charles II, 1892.

### Collaborazioni
- « La Tunisie »,texte inséré dans La France coloniale, histoire, géographie, commerce, ouvrage publié sous la direction de M. Alfred Rambaud. Paris : A. Colin, 1888
- « Les Grands Écrivains Français. Études sur la vie, les oeuvre et l’influence des principaux auteurs de notre littérature », texte inséré avec pagination à part dans Jules Simon, Victor Cousin, Paris: Hachette, 1887.

### Corrispondenze
- Jean-Jules Jusserand, [Lettre à Anatole France], 9 mars 1888 ou 1889, Correspondance d’Anatole France, Bibliothèque Nationale.
- Jean-Jules Jusserand, [Lettres à Ferdinand Brunetière], 11 et 23 mars, 23 septembre, Correspondance de Ferdinand Brunetière, Bibliothèque Nationale.
- Jean-Jules Jusserand, [Lettre à Gaston Paris], 11 septembre 1900, Correspondance de Gaston Paris, Bibliothèque Nationale.
- Jean-Jules Jusserand, [Lettre à Joseph Reinach], 23 novembre 1898, Correspondance de Joseph Reinach, Bibliothèque Nationale.
- Jean-Jules Jusserand, [Lettre à Arvède Barine], 12 février 1889, Correspondance d’Arvède Barine, Bibliothèque Nationale.

## Riconoscimenti
Ancora oggi, diversi monumenti in Francia e negli Stati Uniti, ci ricordano il ruolo diplomatico di Jean Jules Jusserand. Nel 1935, una panchina in marmo e granito sarà eretta per commemorare i legami di amicizia che legavano Jean Jules Jusserand e il presidente Théodore Roosevelt. Questa panchina rappresenta il luogo dove i due uomini si riposavano durante le loro passeggiate al Rock Creek Park a Washington.
La torre Jusserand a Saint-Haon-le-Châtel presenta al suo interno un monumento eretto per ricordare Jean Jules Jusserand. Questo monumento è ad opera di Joanny Durand e fu inaugurato nel settembre 1935.
Una via, "Rue Jean Jules Jusserand" gli sarà dedicata nel terzo arrondissement a Lione, nel 1990. La via Jean Jules Jusserand è stata inaugurata intorno al 1990. Possiamo ritrovare nella suddetta via diversi commerci, agenzie immobiliari, società di assicurazioni, di telecomunicazioni, un esperto contabile e una stazione di vélo V.